# Juan Francisco Beckmann Vidal
Juan Francisco Beckmann Vidal (* 2. Februar 1940 in Mexiko-Stadt) ist ein mexikanischer Milliardär, Unternehmer und mit seiner Familie Mehrheitseigentümer der Tequilamarke José Cuervo und der irischen Whiskeybrennerei Old Bushmills.

## Leben
Juan Beckmann Vidal wurde in Mexiko-Stadt geboren und wuchs in Tijuana, nahe der Grenze zu den Vereinigten Staaten auf.  Er studierte am Instituto Tecnológico y de Estudios Superiores de Monterrey und an der Stanford University. 1972 übernahm er die Leitung des Tequila-Herstellers José Cuervo, der sich seit elf Generationen in Familienbesitz befindet. 2017 ging die Unternehmensholding Becle SAB de CV an die Börse. Heute ist er Präsident des Konzerns, während sein Sohn Juan Domingo Beckmann Geschäftsführer ist. Seine Tochter Karen Virginia Beckmann ist seit 2019 mit 35 % größte Anteilseignerin und im Aufsichtsrat vertreten.
Er ist mit Maria de Jesus Dora Legorreta Santos verheiratet, sie haben drei Kinder und leben in Mexiko-Stadt. Zusammen mit seinem Sohn besitzt er über das Luxemburger Unternehmen Fambech Luxco drei Wohnungen im 31. Stock des Trump Tower in New York City.

## Vermögen
Von Forbes wurde das Vermögen der Familie im April 2021 auf ca. 7 Milliarden US-Dollar geschätzt.